# Đỗ Quyên (chòm sao)
Chòm sao Đỗ Quyên 杜鵑, (tiếng La Tinh: Tucana) là một trong 88 chòm sao hiện đại, mang hình ảnh mỏ chim.
Chòm sao này có diện tích 295 độ vuông, nằm trên thiên cầu nam, chiếm vị trí thứ 48 trong danh sách các chòm sao theo diện tích.
Chòm sao Đỗ Quyên nằm kề các chòm sao Thiên Hạt, Ấn Đệ An, Nam Cực, Thủy Xà, Ba Giang, Phượng Hoàng.

## Thiên thể
Các thiên thể đáng quan tâm
- Cụm sao cầu NGC 104, NGC 362
- Thiên hà không đều SMC